# Leland Erskin Cunningham
| 2211 Hanuman | 26 novembre 1951  |
| 6939 Lestone | 22 settembre 1952 |

Leland Erskin Cunningham (Wiscasset, 19 febbraio 1904 – Richmond, 31 maggio 1989) è stato un astronomo statunitense.
Iniziò la propria carriera come assistente di Fred Lawrence Whipple all'Università di Harvard. Allo scoppio della seconda guerra mondiale entrò nel Ballistic Research Laboratory dove poté far parte del gruppo che commissionò l'ENIAC.
Il Minor Planet Center gli accredita la scoperta di quattro asteroidi, effettuate tra il 1951 e il 1952.
Ha inoltre scoperto la cometa non periodica C/1940 R2 (Cunningham).
Gli è stato dedicato l'asteroide 1754 Cunningham.